# Stenostola ferrea
Stenostola ferrea је врста инсекта из породице стрижибуба (Cerambycidae). Описао ју је Schrank 1776. године. Сврстана је у потпородицу Lamiinae.

## Распрострањење
Присутна је у средишњем делу Европе, Русије и Блиског истока. У Србији је ретка врста, а бележена је у Војводини и Шумадији.

## Опис
Тело је дуго од 9 до 14 mm, црне боје прекривено длачицама белосиве боје. Покрилца су модра са благим сјајем. Штитић (скутелум) и пети трбушни сегмент (стернит) су прекривени густим длакама беле боје. У задњем делу вратног штита (пронотум) се са обе стране налази уска пруга која је густо прекривена беличастим длачицама. Ова врста се често меша са сродном врстом Stenostola dubia. Међутим, ове две врсте се јасно разликују, најлакше на основу разлика у гениталном апарату мужјака, али и морфологији имага, развићу, ДНК маркерима и биономији.

## Биологија
Ларве се развијају у мртвим и одумирућим гранама леске, тополе, ораха, липе, храста који су биљке домаћини. Одрасли инсекти се јављају од маја до краја јула, мада је у Србији бележена и у априлу.